# Scotopteryx erschoffi
Scotopteryx erschoffi là một loài bướm đêm trong họ Geometridae.